# Enna Hassinen
Enna Hassinen (ur. 5 kwietnia 1995) – fińska lekkoatletka, tyczkarka.

## Kariera sportowa
Medalistka mistrzostw Finlandii w różnych konkurencjach w juniorskich kategoriach wiekowych ma w dorobku dwa medale seniorskich mistrzostw kraju – brąz halowych mistrzostw Finlandii w skoku o tyczce (2012) oraz srebro mistrzostw kraju w tej samej konkurencji (2012).
W 2012 odpadła w eliminacjach podczas mistrzostw świata juniorów.

## Rekordy życiowe
- Skok o tyczce – 3,95 (2012)